# Dick Diamonde
Dingeman Adriaan Henry van der Sluijs, dit Dick Diamonde, né le 28 décembre 1947 à Hilversum (Hollande-Septentrionale) et mort le 18 septembre 2024,, est un musicien australien d'origine néerlandaise. Il est le bassiste du groupe Easybeats.

## Biographie
Sa famille est partie des Pays-Bas pour s'installer en Australie à Sydney, à la suite de la vague d'immigration européenne d'après guerre.